# Maison du peuple (Nancy)
Pour les articles homonymes, voir Maison du peuple.
La Maison du peuple est un bâtiment de style École de Nancy, situé 2 rue Drouin à Nancy, en Lorraine, qui appartient à la CGT depuis 1923.

## Histoire
La Maison du peuple est construite au début du XXe siècle en remplacement d'une maison vétuste acquise par l'ancien communard et dreyfusard Charles Keller afin de fournir un local aux activités de l'Université populaire de Nancy, association créée en 1899 et destinée à l'éducation des travailleurs lorrains.
Édifiée sur les plans de Paul Charbonnier qui, sollicité par Charles Keller, obtient la collaboration  d'Eugène Vallin et de Victor Prouvé, elle est inaugurée en 1902. Le bâtiment bien que fortement modifié présente une belle façade ornée d'une allégorie de Victor Prouvé représentant l'alliance du Travail et de la Pensée. La porte et les motifs ornementaux intérieurs sont des réalisations d'Eugène Vallin ; à l'étage, la bibliothèque et ses menuiseries sont inchangées depuis l'époque de la construction.
En 1907, Charles Keller met les locaux à disposition de la Fédération des syndicats, puis, après son décès, ils sont légués par sa veuve à la CGT qui en a fait le siège de son union départementale.
Le parti socialiste (SFIO) y tient son congrès national du 11 au 14 août 1907, marqué par des discours de Jaurès, Guesde, Vaillant, Hervé et d'autres, avec un débat sur les moyens à employer dans la lutte contre la guerre avant le congrès international qui se tient ensuite à Stuttgart.
Le 4 juin 1980, le bâtiment est investi par les forces de police qui cherchent en vain l'émetteur de Lorraine cœur d'acier Nancy, une radio pirate aussi nommée Nancy cœur d'acier, et procèdent à l'arrestation de neuf militants syndicaux ultérieurement relaxés.
La Maison du peuple fait l'objet d'une inscription au titre des monuments historiques depuis le 30 octobre 1989.